# Giovanni (angolski piłkarz)
Giovanni, właśc. Giovanni Vemba-Duarte (ur. 21 stycznia 1991 w Kabindzie) – angolski piłkarz występujący na pozycji pomocnika lub napastnika.

## Kariera klubowa
W wieku 13 lat rozpoczął treningi w drużynie juniorów SV Schalkhaar. W latach 2005–2010 był zawodnikiem młodzieżowych zespołów FC Twente.
Latem 2010 roku odbył testy w Arce Gdynia. Decyzją trenera Dariusza Pasieki podpisano z nim dwuletni kontrakt. 25 września 2010 zadebiutował w Ekstraklasie w przegranym 0:2 meczu z Cracovią, w którym pojawił się na boisku w 65. minucie, zmieniając Wojciecha Wilczyńskiego. Po zakończeniu sezonu 2010/11 Arka zajęła w tabeli 15. lokatę, oznaczającą spadek do I ligi. We wrześniu 2011 roku klub zdecydował się na rozwiązanie z nim umowy z powodu nieprofesjonalnego podejścia do treningów. Ogółem w barwach Arki Giovanni rozegrał 12 ligowych spotkań - wszystkie na poziomie Ekstraklasy - w których nie zdobył żadnej bramki.
Przez kolejne 2,5 roku Giovanni pozostawał bez klubu, odbywając w międzyczasie testy w Go Ahead Eagles oraz zespołach ligi duńskiej. W styczniu 2014 roku został piłkarzem amatorskiego VV Hoogeveen. W sezonie 2013/14 spadł ze swoim zespołem do Eerste Klasse (V poziom rozgrywkowy), gdzie występował przez 1,5 roku.

## Życie prywatne
Urodził się w 1991 roku w Kabindzie w Angoli. W 2002 roku, z powodu trwającej w tym kraju wojny domowej, wyemigrował wraz z matką do Holandii, gdzie oboje zamieszkali w ośrodku dla uchodźców w Schalkhaar k. Deventer. Posiada obywatelstwo angolskie i holenderskie.